# Uliana Hrynishyna
Uliana Hrynishyna (9 de octubre de 2008) es una deportista ucraniana que compite en natación sincronizada. Su hermana gemela Mariya Hrynishyna también es nadadora sincronizada.
Ganó dos medallas de plata en el Campeonato Europeo de Natación Artística de 2025, en las pruebas equipo técnico y rutina acrobática.

## Palmarés internacional
| Campeonato Europeo | Campeonato Europeo | Campeonato Europeo | Campeonato Europeo |
| Año                | Lugar              | Medalla            | Prueba             |
| ------------------ | ------------------ | ------------------ | ------------------ |
| 2025               | Funchal (Portugal) | Medalla de plata   | Equipo técnico     |
| 2025               | Funchal (Portugal) | Medalla de plata   | Rutina acrobática  |